# Rematch (jeu vidéo)
Ne pas confondre avec Rematch une mini-série télévisée
Rematch est un jeu de football multijoueur en ligne développé par le studio français Sloclap et édité par Kepler Interactive. Il est sorti le 19 juin 2025 sur Windows, PlayStation 5 et Xbox Series.

## Système de jeu
Rematch est un jeu de football de type arcade, avec une caméra à la troisième personne, en opposition aux jeux de simulation de football en vue du dessus, comme ceux issus des franchises EA Sports FC et eFootball. 
Par ailleurs, le jeu met l'accent sur la coopération, avec des modes de jeu en 3v3, en 4v4 et en 5v5.

## Univers
Rematch se déroule dans un futur proche où l'humanité, ayant surmonté les guerres territoriales et l'épuisement des ressources, a appris à s'entraider. Les environnements reflètent donc cette approche résiliente de l'avenir, avec des arènes situées au pied de barrages hydro-électriques ou dans des champs d'éoliennes.

## Développement
Le 9 juillet 2025, dans un entretien pour Eurogamer, le PDG de Sloclap, Pierre Tarno, révèle que les développeurs du jeu sont majoritairement indifférents vis-à-vis du football ; selon lui, « beaucoup de gens dans l’équipe n’en ont rien à faire du football », « mais très tôt dans le projet, après quelques tournois internes, certains collègues qui n’étaient pas convaincus [lui] ont dit : “Je comprends maintenant. Je me fiche du foot, mais ce jeu a réveillé quelque chose en moi.” ». 
Le PDG explique ainsi le succès du titre chez les non-footeux, puisque « le cœur de [leur] audience est davantage constitué de joueurs compétitifs en ligne que d’amateurs de football ». D'après lui, « c’est la dynamique, le jeu en équipe [...] qui rend[ent] l’expérience intéressante, même pour ceux qui ne jouent jamais à des jeux de foot »,.

### Annonce
Rematch est révélé le 12 décembre 2024, dans une première bande-annonce diffusée lors de la cérémonie des Games Awards 2024,,,.

### Accès anticipé
Du 18 au 21 avril 2025, une première bêta ouverte est proposée via la plateforme Steam. Un mois plus tard, donc du 28 au 30 mai 2025, Sloclap organise une deuxième bêta ouverte, jouable à la fois sur Windows, Xbox Series et PS5, mais sans crossplay possible. Le jeu bénéficie alors du soutien comme partenaires de footballeurs, comme le gardien du FC Barcelone, Marc Ter Stegen, le milieu de terrain de Manchester United, Kobbie Mainoo, ou l'ancien Ballon d'or Ronaldo de Assis Moreira, dit Ronaldinho. Ce dernier devient même ambassadeur du titre.

### Sortie
Le 19 juin 2025, Rematch sort sur Windows, Linux, PlayStation 5 et Xbox Series pour 24,99 €. Il est également rendu disponible sur le Xbox Game Pass.

## Réception

### Fréquentation
Le 18 avril 2025, jour de lancement de sa première bêta ouverte, Rematch réunit 118 000 joueurs simultanés sur Steam. Dans la nuit du 20 au 21 avril, il enregistre même un pic à 133 838 joueurs.
Fin mai 2025, le jeu compte 2,5 millions d’inscrits à sa seconde phase de bêta ouverte. Finalement, du 28 au 30 mai 2025, plus d'1,88 million de personnes testent le jeu, avec un record de 221 566 joueurs simultanés.

### Ventes
Le 24 juin 2025, soit une semaine après sa sortie, Rematch franchit le cap du million de ventes. Par ailleurs, en considérant les abonnés au Game Pass, le titre a alors attiré plus de 3 millions de joueurs.